# Амуро-Балтийский сельсовет
Аму́ро-Балти́йский сельсове́т — муниципальное образование со статусом сельского поселения в составе Зейского района Амурской области.
Административный центр — село Амуро-Балтийск.
5 июня 2019 года к Амуро-Балтийскому сельсовету присоединён Сианский сельсовет.

## История
31 октября 2005 года в соответствии с Законом Амурской области № 73-ОЗ муниципальное образование наделено статусом сельского поселения.

## Население
| 2002 | 2010 | 2011 | 2012 | 2013 | 2014 | 2015 |
| ---- | ---- | ---- | ---- | ---- | ---- | ---- |
| 278  | ↘228 | ↘227 | ↘225 | ↗227 | ↘214 | ↘212 |
| 2016 | 2017 | 2018 | 2021 |      |      |      |
| ↘207 | ↘200 | ↘199 | ↗262 |      |      |      |

## Состав сельского поселения
| № | Населённый пункт | Тип населённого пункта       | Население |
| - | ---------------- | ---------------------------- | --------- |
| 1 | Амуро-Балтийск   | село, административный центр | ↗262      |
| 2 | Сиан             | село                         | ↘63       |

### Упразднённые населённые пункты
23 июня 2011 года Законом Амурской области упразднено село Заречное.